# 马里安曼庙
马里安曼庙（Sri Mariamman Temple）是新加坡最古老的興都教（印度教）寺庙，建筑风格为德拉威风格。其位置处于市中心的桥南路244号，主要为这个城市国家的信奉興都教的南印度坦米爾裔新加坡人提供服务。由于建筑和历史意义，马里安曼庙已经列入国家级名胜古迹，并且是一个主要的旅游景点。马里安曼庙由新加坡社会发展、青年与体育部下辖的興都教捐赠委员会负责管理。
马里安曼庙由Naraina Pillai建于1827年，当时英国东印度公司在新加坡建立交易结算已有8年。

## 画廊

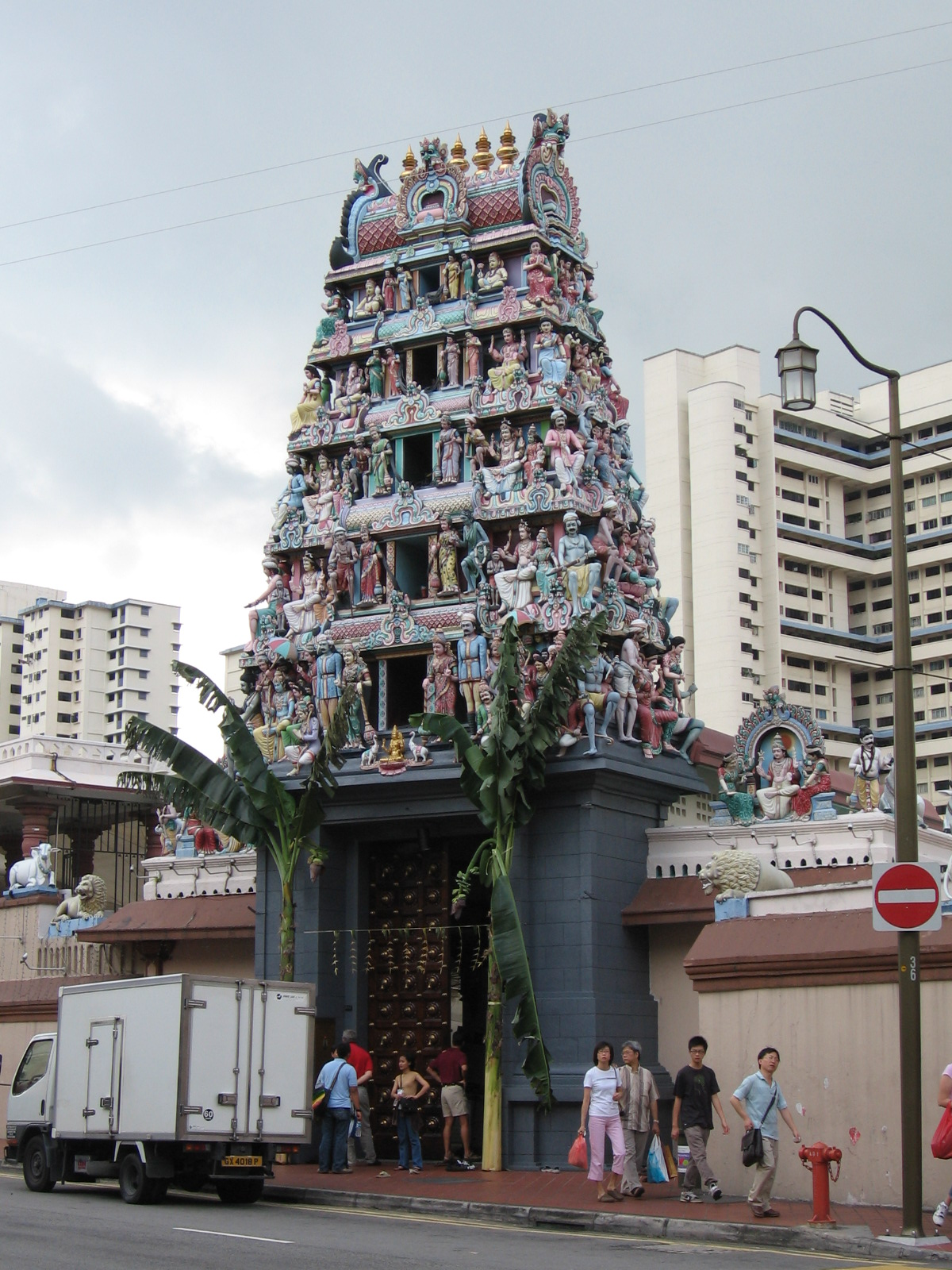
馬里安曼廟入口
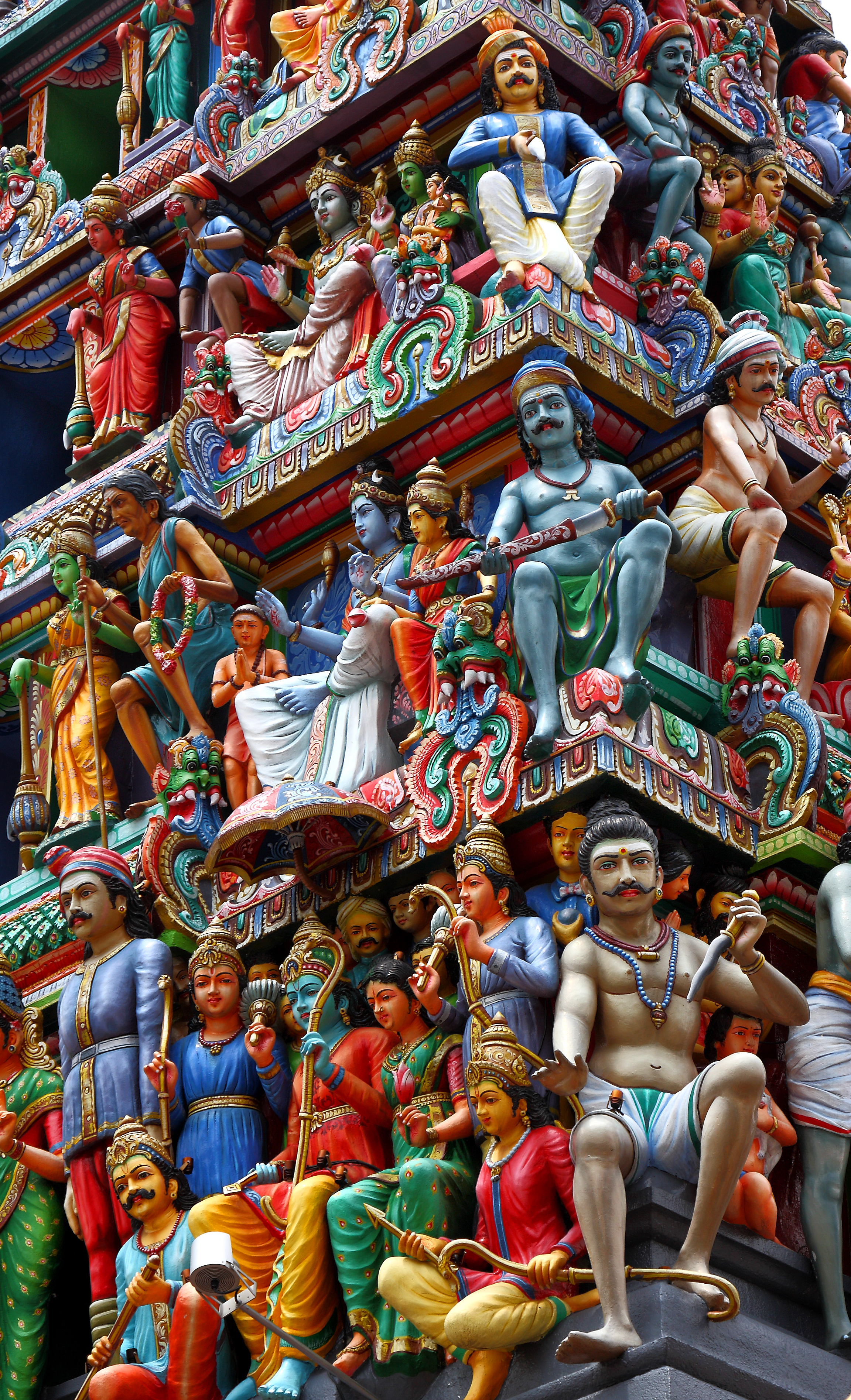
马里安曼庙入口塔楼雕塑细节